# Natriumcocoylisethionat
Natriumcocoylisethionat ist ein Ester von aus Kokosöl gewonnenen langkettigen aliphatischen Carbonsäuren (Fettsäuren) mit Isethionsäure bzw. Natriumisethionat und gehört zur Stoffklasse der Isethionate, die in der Literatur auch als Acylisethionate bzw. nach chemischer Nomenklatur als 2-Sulfoethylcarbonsäureester oder Acyloxyethansulfonate bezeichnet werden. (Die erweiterte Definition nach: „Isethionate stellen Aniontenside mit einer –O–CH2CH2–SO3−-Gruppe dar“ schließt auch Ether mit langkettigen Alkoholen ein – im spezifischen Fall Alkyl- oder Alkenyl-Oligoglycosiden.) Der bedeutendste Vertreter aus dieser Klasse milder anionischer Tenside ist das Natriumcocoylisethionat, das in der englischen Literatur als sodium cocoyl isethionate (SCI) bezeichnet wird. Als großvolumiges Chemieprodukt wurde SCI im „High Production Volume (HPV) Chemical Challenge Program“ des US-Umweltministeriums EPA untersucht.
Isethionate wurden wie Tauride in den späten 1920er Jahren unter dem Markennamen IgeponR (Igepon A = Natriumcocoylisethionat, Igepon T = N-Methyl-N-oleyltaurat) als besonders milde und gegenüber hartem Wasser beständige waschaktive Substanzen kommerzialisiert.

## Darstellung und Gewinnung
Isethionate können über die so genannte „indirekte Route“ durch Umsetzung von höheren Carbonsäurechloriden mit Natriumisethionat hergestellt werden. In industriellen Prozessen wird SCI über direkte Veresterung eines Kokosfettsäure-Gemisches mit Natriumisethionat in Gegenwart von Katalysatoren erhalten.
Dazu wird ein Kokosfettsäure-Gemisch unterschiedlicher Alkylkettenlängen Cn, typischerweise C6 = 0,4 Gew%; C8 = 7,6; C10 = 6,5; C12 = 47,7; C14 = 18,4; C16 = 8,9; C18 = 6,2; C18:1 = 3,7 im Überschuss mit Natriumisethionat-Lösung und Zinkoxid unter Stickstoff bei ca. 200 °C zur Reaktion gebracht. Nach Abdestillieren des Wassers aus der Natriumisethionat-Lösung und des Reaktionswassers entsteht eine zähe Masse, die durch Zugabe von Paraffinwachs wieder verflüssigt wird. Nach erfolgter Veresterung mit Umsätzen >95 % wird Stearinsäure zugegeben, um den Erstarrungspunkt der Mischung unterhalb 50 °C abzusenken. Beim Einsatz verzweigter Fettsäuren erübrigt sich die Zugabe von Paraffin als Konsistenzregler und man erhält hochkonzentrierte Acyloxyethansulfonate mit hohem Schaumvermögen, guter Hartwasserstabilität und zudem guter Wasserlöslichkeit (bis 30 % bei 20 °C).

## Eigenschaften
Festes SCI liegt in Schuppen-, Granulat- oder Pulverform mit ca. 85 % Aktivgehalt (SCI-85) vor. Daneben gibt es noch feste SCI-65-Schuppen mit ungefähr 30 % Fettsäuregehalt. SCI ist wenig wasserlöslich und ist in Lösung wegen seiner Esterbindung im Molekül bei pH-Werten unter 5 und über 8 nicht langzeitstabil.
Natriumcocoylisethionat ist im Tierversuch untoxisch und wenig toxisch gegenüber Wasserorganismen. Es ist biologisch leicht abbaubar mit geringer Affinität zu Bioakkumulation. SCI wirkt wenig bis mäßig reizend auf Haut und Auge. SCI-Exposition kann zu minimalen bis milden Hautirritationen führen, wobei es nicht hautsensibilisierend wirkt.

## Verwendung
SCI wird wegen seiner ausgezeichneten Hautverträglichkeit, seiner ausgeprägten Schaumbildung und Schaumstabilität auch in hartem Wasser, seiner guten Reinigungswirkung und seinem angenehmen Hautgefühl in Seifenstücken, den so genannten syndet bars oder in Kombination mit Seifen in den so genannten combo bars eingesetzt, die insbesondere als Babyseifen Verwendung finden. Wegen seiner geringen Wasserlöslichkeit (ca. 0,01 % = 100ppm bei 25 °C) muss SCI für den Einsatz in flüssigen Waschlösungen solubilisiert, d. h. seine Konzentration in den Seifenmicellen erhöht werden. Dazu dient z. B. die Zugabe sekundärer Tenside oder der Austausch der Natrium- gegen Ammoniumkationen [Ammoniumcocoylisethionat ist sehr gut wasserlöslich mit >25 Gew.% bei 25 °C].
Eine klare, flüssige und preisgünstige Waschlösung mit 10 % SCI hat die Zusammensetzung:
| INCI Name                 | Gew.%    |
| ------------------------- | -------- |
| Ammonium lauryl sulfate   | 7,00     |
| Ammonium laureth sulfate  | 5,25     |
| Cocamid MEA               | 1,75     |
| Sodium cocoyl isethionate | 10,00    |
| Preservatives             | q. s.    |
| Fragrance                 | q. s.    |
| De-ionized water          | ad 100 % |

Außer in Seifenstücken findet Natriumcocoylisethionat Anwendungen in Shampoos, Duschgels, Rasierschaum, Waschlotionen und anderen Kosmetikzubereitungen.